# Bluvertigo
I Bluvertigo sono stati un gruppo musicale italiano, formato a Monza nel 1992 da Morgan (Marco Castoldi) e Andy (Andrea Fumagalli).

## Storia

### Esordi: 1984-1994
A Monza, nel 1984, Marco Castoldi (in arte Morgan) conosce Andrea Fumagalli (Andy), incontro che darà vita a una lunga amicizia. Incominciano i primi lavori con il nome Lizard Mixture, nel 1988 danno vita a una nuova formazione, gli Smoking Cocks, traduzione letterale del cognome di Andy che dà vita a un ambiguo doppio senso. A completare la formazione c'è un loro amico, Fabiano Villa.
Nel 1989 ottengono un contratto dalla PolyGram, che impone il cambio del nome della band: diventano così i Golden Age (lett. "età dell'oro"). Nel 1990 esce il primo vero lavoro: Chains, seguìto dal discreto successo del primo videoclip realizzato per il singolo Secret Love. L'anno seguente la band si scioglie, portando Morgan e Andy verso i futuri Bluvertigo e Fabiano Villa verso quelli che saranno i meno fortunati Rapsodia.
Nel 1992 Morgan, con la collaborazione del chitarrista Marco Pancaldi, comincia la produzione di nuovo materiale. Ai due si aggiungeranno Andy (tastiere, sassofono, sintetizzatore) e Stefano Panceri (alla batteria). A seguito dell'abbandono di Panceri, conoscono Sergio Carnevale al Sonic One Mondialez durante un concorso musicale alla discoteca Incantesimo: sarà lui il nuovo batterista.
Nel 1993 il gruppo prende definitivamente il nome di Bluvertigo, ispirato al film La donna che visse due volte (Vertigo) di Hitchcock, e registra il demotape Note del poeta fingitore: il lavoro non verrà mai pubblicato ufficialmente, ma molte delle demo in esso contenute verranno poi reincise e incluse nelle uscite discografiche della band.
Nel 1994, con l'uscita del primo singolo Iodio, i Bluvertigo nascono ufficialmente: Morgan (basso e voce), Andy (tastiere), Pancaldi (chitarre) e Sergio (batteria). Partecipano con il singolo a Sanremo Giovani dello stesso anno, ottenendo consensi dalla critica, ma piazzandosi al terzo posto fra i gruppi musicali della seconda serata, mancando l'ammissione alla successiva edizione del Festival di Sanremo riservata ai complessi classificatisi primo e secondo.

### La trilogia chimica: 1995-1999

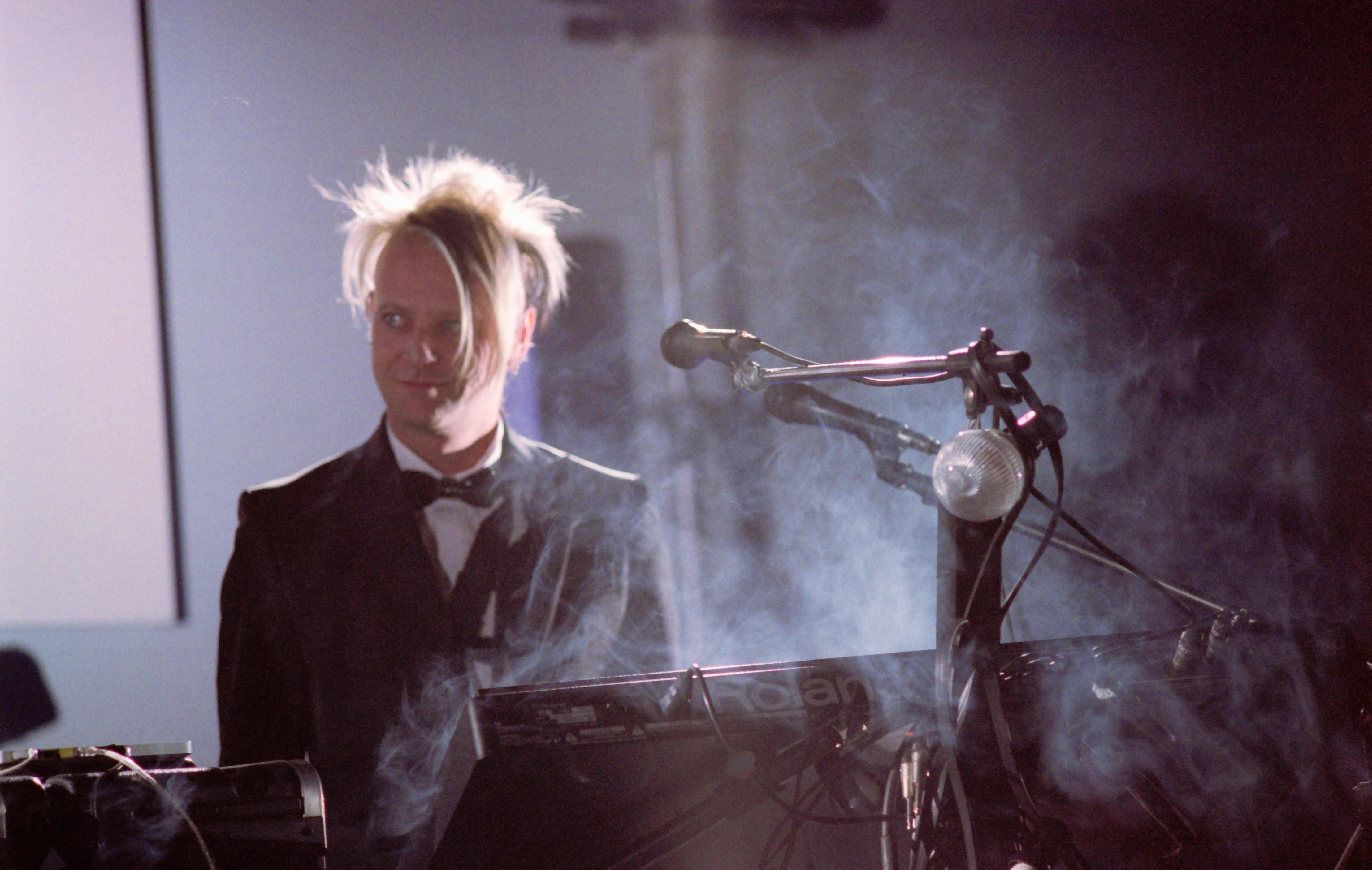
Andy dal vivo nel 2009

Nel febbraio 1995 la band prende parte a una puntata del programma tv Segnali di Fumo su Videomusic, dove esegue alcuni brani dell'imminente nuovo album e concede un'intervista alla conduttrice Paola Maugeri.
Nel marzo 1995 il gruppo pubblica Acidi e basi, il primo album della trilogia, nel quale è presente anche una reinterpretazione dei Depeche Mode, ovvero Here is the House, riproposta come Complicità. Vengono prodotti i primi due videoclip, Iodio e L.S.D. La sua dimensione e il gruppo parte per il primo tour italiano. Nello stesso anno aprono il concerto milanese degli Oasis, partecipano al Concerto del Primo Maggio a Roma e realizzano una reinterpretazione di Prospettiva Nevski per un album tributo a Franco Battiato.
Nel 1996 aprono il concerto dei Tears for Fears e con la collaborazione di Mauro Pagani inaugurano la mostra di Andy Warhol per la Fondazione Mazzotta al Teatro delle Erbe di Milano. Provato dai ritmi frenetici di questi anni, Marco Pancaldi lascia la band e viene sostituito da Livio Magnini, già fonico dei Bluvertigo.
Il 1997 è l'anno del secondo capitolo della trilogia, cioè Metallo non metallo, realizzato con la collaborazione di Mauro Pagani e la partecipazione di Alice in Troppe emozioni. L'album riscuote grande successo a un anno dalla pubblicazione, trascinato da singoli come Fuori dal tempo e Il mio malditesta, tra gli airplay di punta delle maggiori emittenti radiofoniche. Partecipano nuovamente al Concerto del Primo Maggio. La tournée di Metallo non metallo si conclude riscuotendo un grande successo di pubblico. Il gruppo riceve il Disco d'oro per le 100 000 copie vendute dell'album. Sempre nel 1997 collaborano anche con Antonella Ruggiero alla realizzazione di Registrazioni moderne nei brani Fantasia ed Elettrochoc contenuti nel di lei album Registrazioni moderne.
Nel 1998 la band si aggiudica il premio agli MTV Europe Music Awards come miglior gruppo emergente del Sud Europa. Prendono parte all'Heineken Jammin' Festival e al primo MTV Day. Contribuiscono alla nascita dal canale MTV Italia con diverse partecipazioni in programmi come Tokusho, Kitchen, Sonic, Select e Hot. Escono singolo e video di Cieli neri, a cui fa seguito il quarto singolo estratto Altre forme di vita. Il singolo include una versione dal vivo di Decadenza estratto dall'album di esordio Acidi e basi, una reinterpretazione dal vivo di Never Let Me Down Again dei Depeche Mode e due inediti, Spazi illimiti e Are you hard with the machines which wrong?.
Il 1999 è l'anno in cui il cerchio si chiude: con Zero - ovvero la famosa nevicata dell'85 la trilogia chimica è terminata. Quest'ultimo lavoro è il più complesso, il più difficile da comprendere. Il disco contiene una reinterpretazione di un brano di David Bowie, Always Crashing in the Same Car, e la collaborazione di Franco Battiato nei brani Punto di non arrivo e Sovrappensiero.
Parte il Digital Low Tour che verrà interrotto dopo una prima parte di breve durata. I Bluvertigo realizzano una collaborazione con Alice nella canzone Chanson Egocentrique per l'album della cantante Personal Juke Box. Partecipano con i Subsonica al Progetto Zerovolume girando un videoclip per non udenti del brano Discolabirinto.
Il Prix Leonardo, festival internazionale sulla scienza, assegna ai Bluvertigo nel 1999 il Premio Speciale per la Comunicazione ai Giovani, come gruppo europeo artisticamente più creativo nell'interpretare i grandi interrogativi che la società e la scienza si pongono oggi. Successivamente intervistano i Duran Duran per Sonic MTV, uno dei gruppi che li ha maggiormente influenzato.

### La pausa: 2001-2004
Nel febbraio 2001 i Bluvertigo partecipano al Festival di Sanremo nella categoria Big con il brano L'assenzio (The Power of Nothing), classificandosi all'ultimo posto.
Segue l'uscita della raccolta Pop Tools in cui sono raccolti i brani di maggior successo dei precedenti album, con l'aggiunta di due inediti: L'assenzio e Comequando. Il video de L'assenzio, diretto da Asia Argento, vince il premio come miglior videoclip al Festival delle Etichette Indipendenti di Faenza.
Dal 2001 ha inizio un periodo di congelamento per la band, interrotto eccezionalmente il 15 luglio 2002 per l'apertura del concerto di David Bowie al Summer Festival di Lucca. In questo periodo di pausa i diversi componenti si dedicano a progetti solisti anche se la band non viene mai ufficialmente sciolta. Il silenzio viene interrotto in occasione di un concerto la notte di San Silvestro del 2004 a Roma, tuttavia questa apparizione non sembra risvegliare la voglia di riunione.

### La riunione e lo scioglimento: 2008-2017

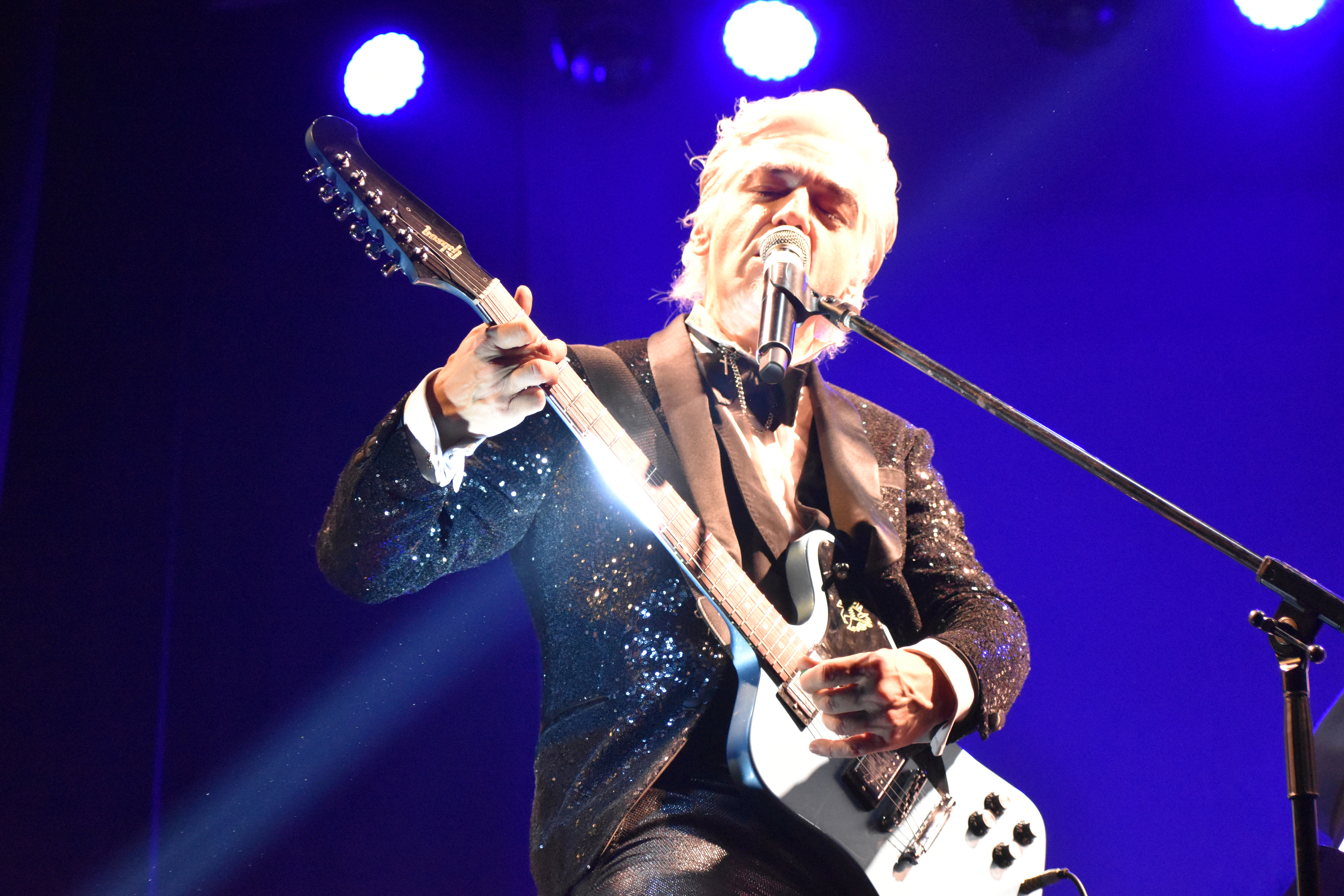
Morgan dal vivo nel 2022

Nella primavera del 2008 il gruppo si riunisce ufficialmente in occasione della loro partecipazione a MTV Storytellers, concerto immortalato nell'album dal vivo MTV Storytellers - Bluvertigo. Questa reunion, seppur circoscritta a un solo live, è l'ennesima eccezione al congelamento in cui la band, mai ufficialmente sciolta, si trova dal 2001. Eccezionalmente dopo sette anni parte il ReTour che tocca le maggiori città italiane facendo registrare un discreto successo di pubblico. Esce a fine primavera 2009 la biografia del gruppo, Il suono è mille brividi a cura di Daniele Cianfriglia. Nel 2009 partecipano al brano Domani 21/04.2009 insieme ai maggiori esponenti della musica italiana, sotto il nome di Artisti Uniti Per L'Abruzzo.
Il 2014 vede una nuova riunione da parte della band, con un concerto dal vivo ad aprile allo storico Velvet di Rimini dedicato all'amico e proprietario del locale Thomas Balsamini e, susseguentemente, un tour estivo di sole cinque date, il Fastour, che fa tappa a Milano, Treviso, Ravenna, Roma e Reggio Emilia.
Il 1º maggio 2015 si esibiscono dopo sedici anni, al Concerto del Primo Maggio, presentando il nuovo inedito Andiamo a Londra. Il brano, scritto con la collaborazione di Mika e Guy Chambers, viene pubblicato come singolo negli store digitali l'11 settembre, andando contemporaneamente in rotazione radiofonica; seguirà il tour Prima del Tuono Tour. Il 13 dicembre 2015 viene annunciata la seconda partecipazione del gruppo al Festival di Sanremo 2016 nella sezione Campioni con il brano Semplicemente che si classifica al 18º posto. Il brano avrebbe dovuto anticipare la pubblicazione del quarto album in studio della band, con il titolo: Tuono - Tono, tempo, suono composto da 11 brani. La pubblicazione del disco inizialmente atteso per quella primavera viene rimandata, poi a luglio Morgan annuncia che i brani che ne avrebbero dovuto fare parte sarebbero invece confluiti nel suo imminente doppio album da solista: "M.S. - Musica Sociale/Musica Sentimentale". Ma anche quel disco viene rimandato a tempo indeterminato ed è tuttora inedito.
Il 22 febbraio 2017, in seguito a un post sulla pagina Facebook, Morgan dichiara il suo allontanamento dalla band considerandola definitivamente sciolta.

### L'annuncio della nuova reunion e il naufragare della stessa: 2021-2023
Nel febbraio 2021 Morgan, con un post su Instagram, annuncia che nella primavera uscirà il nuovo disco dei Bluvertigo. La notizia viene confermata anche dagli altri componenti. Il 21 settembre tornano a suonare dal vivo in occasione di Invito al Viaggio, il concerto-tributo a Franco Battiato in scena all’Arena di Verona eseguendo il brano Shock in My Town, contenuto nell'album Gommalacca a cui Morgan aveva collaborato come bassista e arrangiatore.
Tuttavia la nuova esperienza naufraga nel giro di poco tempo. Oltre al preannunciato nuovo album che nel corso degli anni non vedrà mai la luce, il 29 agosto 2023 lo stesso Andy in un'intervista dichiara conclusa l'ipotesi di prosieguo della reunion. Il tutto fondamentalmente causato da enormi problematiche nei rapporti interpersonali tra Morgan e gli stessi componenti della band. 

## Progetti solisti
Nel 2003 Morgan pubblica il suo primo album da solista, Canzoni dell'appartamento, seguito nel 2004 dalla colonna sonora del film Il siero della vanità intitolata Il suono della vanità, nel 2005 dalla reinterpretazione del disco di Fabrizio De André Non al denaro, non all'amore, né al cielo e, nel 2007, dall'album Da A ad A. Nel 2008 esce È successo a Morgan, raccolta delle canzoni di maggior successo dei tre album precedenti, e contenente tre inediti, tra cui la reinterpretazione del brano di Battiato L'oceano di silenzio. Nel 2009 Morgan pubblica Italian Songbook Volume 1, album di cover in cui il cantautore raccoglie e ricanta 6 canzoni dei più rappresentativi cantautori degli anni cinquanta, le rispettive traduzioni in inglese e un'Invenzione per orchestra d'archi, scritta a quattro mani con Stefano Barzan.
Livio Magnini si è cimentato nel ruolo di produttore, collaborando con Giorgia negli album Greatest Hits - Le cose non vanno mai come credi (2002), Ladra di vento (2003) e infine in Stonata (2007). Ha lavorato inoltre come produttore con artisti emergenti come Rino Ceronti, Max Zanotti e i Mosaico e come co-produttore artistico e ingegnere del suono del tour 2010 di The Bloody Beetroots oltre che suonare oramai da diverso tempo, anche con i JetLag.
Sergio Carnevale ha partecipato al disco dei Baustelle Amen (2008), seguendo comunque Morgan in tutti i suoi dischi solisti. Dal 2006 fa parte del progetto SuperBand, collettivo di musicisti che propone un repertorio di cover rock, fondato assieme a Federico Poggipollini. Suona la batteria per Max Gazzè nel tour Casi ciclici del 2009 e per Max Pezzali nelle tournée del 2011, 2013 e 2015. Dal 2017 collabora con Nic Cester per il suo progetto solista.
Andy Fumagalli continua nella sua attività parallela di pittore, nel suo Flu-on, partecipando a mostre, e programmi televisivi su MTV. Ha collaborato con Beatrice Antolini nell'album BioY (2010). Nel gennaio 2014 pubblica Futura resistenza, disco d'esordio dei Fluon, formazione capitanata da Andy a cui si affiancano Fabio Mittino, Faber e Luca Urbani.
Morgan, Livio Magnini e Andy Fumagalli hanno inoltre preso parte al progetto Rezophonic.

## Formazione

### Formazione attuale
- Morgan - voce, basso, tastiere, sintetizzatori, chitarra (1992–2023)
- Andrea "Andy" Fumagalli – tastiere, sintetizzatori, sax e voce (1992–2023)
- Livio Magnini – chitarre (1997–2023)
- Sergio Carnevale – batteria, percussioni (1993–2023)

### Ex componenti
- Marco Pancaldi - chitarre (1992-1997, 2015-2017)
- Stefano Panceri - batteria (1992-1993)

### Turnisti
- Massimo Carnevale - basso, cori (1997, 1999-2002, 2015-2017, 2022-2023)[8]

## Discografia

### Album in studio
- 1995 - Acidi e basi
- 1997 - Metallo non metallo
- 1999 - Zero - ovvero la famosa nevicata dell'85

### Album dal vivo
- 2008 - MTV Storytellers - Bluvertigo

### Raccolte
- 2001 - Pop Tools
- 2016 - Morgan e Bluvertigo - I grandi successi

### Singoli
- 1995 - Iodio
- 1995 - L.S.D. La sua dimensione
- 1995 - Complicità (Here Is the House)
- 1997 - Il mio malditesta
- 1997 - Fuori dal tempo
- 1998 - Cieli neri
- 1998 - Altre forme di vita
- 1999 - So Low
- 1999 - La crisi
- 2000 - Sovrappensiero
- 2000 - Sono=Sono
- 2001 - L'assenzio (The Power of Nothing)
- 2001 - Comequando
- 2008 - Altre forme di vita (Live at Storytellers)
- 2015 - Andiamo a Londra
- 2016 - Semplicemente

### Collaborazioni
- 1997 - Antonella Ruggiero Registrazioni moderne, nei brani Elettrochoc e Fantasia
- 1999 - Subsonica Microchip emozionale, nel brano Discolabirinto
- 1999 - Juri Camisasca Arcano enigma, nel brano L'evidenza di un amore
- 2000 - Alice Personal Juke Box, nel brano Chanson Egocentrique
- 2006 - D.Rad Il Lato D, con il brano Sattamasa

### Partecipazioni
- 1996 - AA.VV. Battiato non Battiato, con il brano Prospettiva Nevsky
- 2004 - AA.VV. Voli imprevedibili, con il brano Prospettiva Nevsky

## Riconoscimenti
- MTV Europe Music Awards
  - 1998 - Miglior artista sud europeo[9]

## Libri
- 2009 - Bluvertigo & Morgan - Il suono è mille brividi - di Daniele Cianfriglia